# Askis (Dorf)
Askis (russisch Аски́з; chakassisch Асхыс) ist ein Dorf (selo) in der Republik Chakassien (Russland) mit 7267 Einwohnern (Stand 14. Oktober 2010), nicht zu verwechseln mit der unweit gelegenen gleichnamigen Siedlung städtischen Typs.

## Geographie
Der Ort liegt etwa 90 km Luftlinie südwestlich der Republikhauptstadt Abakan zu beiden Seiten des namensgebenden Flusses Askis bei seiner Einmündung von links (Westen) in den Jenissei-Nebenfluss Abakan.
Askis ist Verwaltungssitz des Rajons Askisski sowie Sitz der Landgemeinde Askisskoje selskoje posselenije, zu der neben dem Dorf Askis noch die Auls (chakassisch aal) Anchakow und Aptschinajew, das Dorf Lugowaja und die Stationssiedlung Tschertykowskaja gehören.

## Geschichte
Askis wurde 1771 Kirchdorf an Stelle einer bereits zuvor existierenden Ansiedlung an der Mündung des Flusses Askis. Seit 1924 ist es Zentrum eines Rajons.
Im Zusammenhang mit dem Bau des Abschnitts Nowokusnezk – Abakan der Südsibirischen Eisenbahn und der Errichtung einer größeren Station bei der Abzweigung der Nebenstrecke nach Abasa entstand in den 1950er-Jahren etwa 7 km westlich die Siedlung städtischen Typs Askis, deren Einwohnerzahl die des Dorfes bereits 1959 überstieg. Zu Beginn der 1970er-Jahre überholte das Dorf die Siedlung aber wieder.

### Bevölkerungsentwicklung
| Jahr | Einwohner |
| ---- | --------- |
| 1859 | 221       |
| 1939 | 2836      |
| 1959 | 3094      |
| 1970 | 4553      |
| 1979 | 5856      |
| 1989 | 6703      |
| 2002 | 7030      |
| 2010 | 7267      |

Anmerkung: ab 1939 Volkszählungsdaten

## Verkehr
Näher beim Dorf Askis als die größere Bahnstation Askis bei der gleichnamigen Siedlung liegen an der Strecke Nowokusnezk – Abakan – Taischet der Haltepunkt Rasdolnaja bei Streckenkilometer 293 unmittelbar westlich und der kleine Bahnhof Tschartykowski bei Kilometer 298 nördlich des Ortes.
Westlich wird Askis von der Regionalstraße A161 umgangen, die Abakan mit Ak-Dowurak in der südlich benachbarten Republik Tuwa verbindet. Beim Dorf zweigt eine den Askis aufwärts nach Werschina Tjoi und weiter bislang unbefestigt nach Meschduretschensk in der Oblast Kemerowo führende Straße ab.